# Raymond City
 (mars 2025).
Raymond City est une census-designated place située dans le comté de Putnam, dans l’État de Virginie-Occidentale, aux États-Unis. Lors du recensement de 2020, elle comptait 367 habitants.